# پل پامبان
پل پامبان (انگلیسی: Pamban Bridge) یک پل راه‌آهن می‌باشد که شهرک مانداپام در سرزمین اصلی را با رامشوارام در جزیره پامبان متصل می‌کند. این پل در ۲۴ فوریه ۱۹۱۴ گشایش یافت.